# Den stora premiären
Den stora premiären (engelska: The Band Wagon) är en amerikansk musikalfilm från 1953 i regi av Vincente Minnelli. I huvudrollerna ses Fred Astaire och Cyd Charisse. Filmen hade svensk premiär den 12 april 1954.

## Rollista i urval
- Fred Astaire – Tony Hunter
- Cyd Charisse – Gabrielle Gerard
- Oscar Levant – Lester Marton
- Nanette Fabray – Lily Marton
- Jack Buchanan – Jeffrey Cordova
- James Mitchell – Paul Byrd
- Robert Gist – Hal
- Ava Gardner – sig själv (cameo)